# Oberkossa
Oberkossa ist ein Ortsteil der Gemeinde Starkenberg im Landkreis Altenburger Land in Thüringen.

## Lage
Das Dorf liegt nordöstlich von Dobitschen und 2 Kilometer von Starkenberg sowie 15 Kilometer westlich von Altenburg entfernt. Die Gemarkung des Dorfes befindet sich im Altenburger-Zeitzer Lösshügelland am Rande der Leipziger Tieflandsbucht. Im Südosten wird Oberkossa von dem im Güterverkehr betriebenen Reststück der Bahnstrecke Meuselwitz–Ronneburg begrenzt. Dort lag auch der 1972 geschlossene Bahnhof Dobitschen.

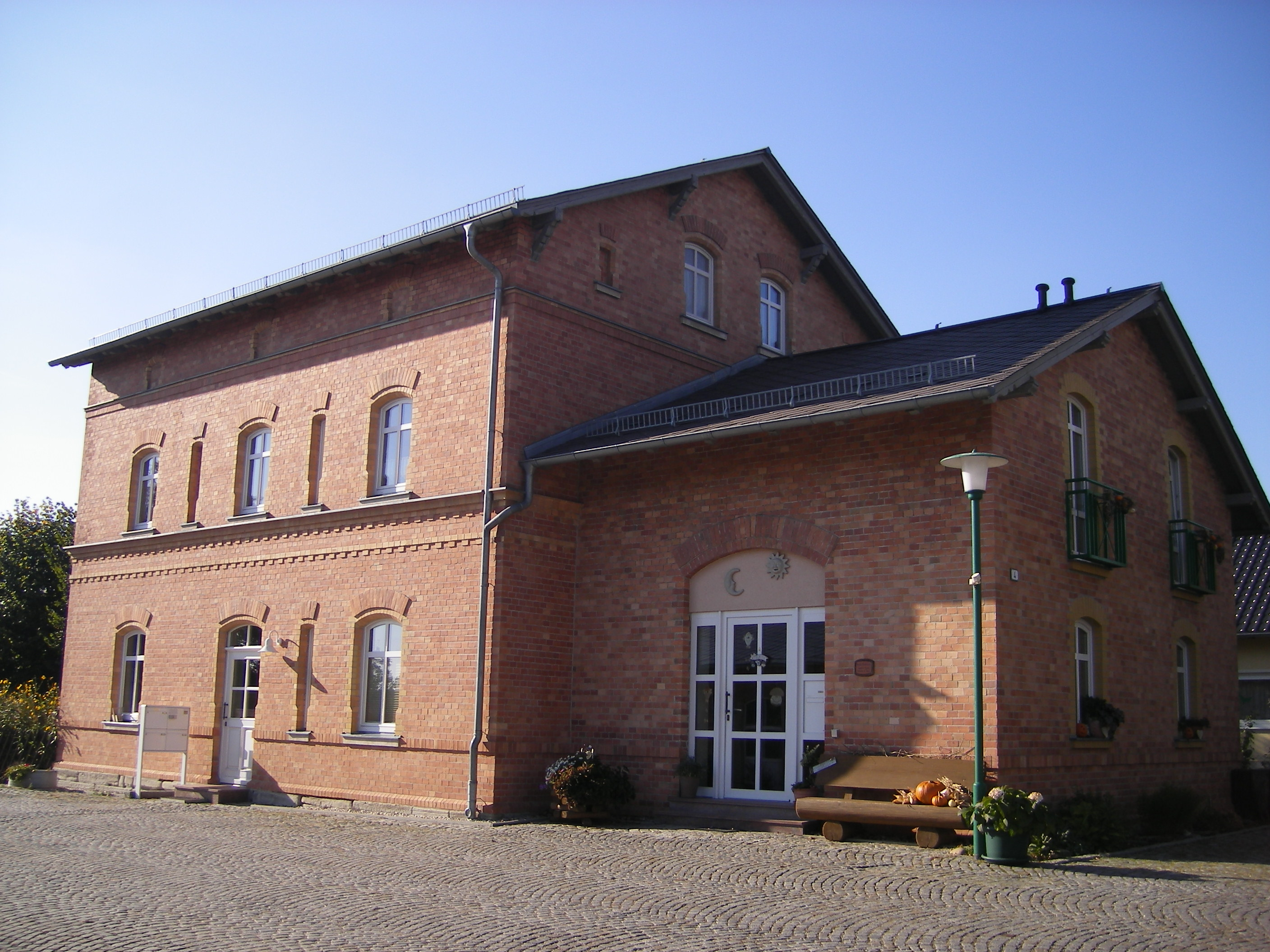
Ehemaliger Bahnhof Dobitschen an der Ortsgrenze von Oberkossa

## Geschichte
Am 1. November 1291 fand die urkundliche Ersterwähnung des Ortes statt. Wie seine Nachbarorte Kraasa und Dobraschütz lag Oberkossa an der Westgrenze des wettinischen Amts Altenburg, welches ab dem 16. Jahrhundert aufgrund mehrerer Teilungen im Lauf seines Bestehens unter der Hoheit folgender Ernestinischer Herzogtümer stand: Herzogtum Sachsen (1554 bis 1572), Herzogtum Sachsen-Weimar (1572 bis 1603), Herzogtum Sachsen-Altenburg (1603 bis 1672), Herzogtum Sachsen-Gotha-Altenburg (1672 bis 1826). Bei der Neuordnung der Ernestinischen Herzogtümer im Jahr 1826 kam der Ort wiederum zum Herzogtum Sachsen-Altenburg.
Nach der Verwaltungsreform im Herzogtum gehörte Oberkossa bezüglich der Verwaltung zum Ostkreis (bis 1900) bzw. zum Landratsamt Altenburg (ab 1900). Juristisch war ab 1879 das Amtsgericht Altenburg und seit 1906 das Amtsgericht Meuselwitz für den Ort zuständig. Das Dorf gehörte ab 1918 zum Freistaat Sachsen-Altenburg, der 1920 im Land Thüringen aufging. 1922 kam es zum Landkreis Altenburg.
Am 1. Juli 1950 wurde Oberkossa gemeinsam mit Dobraschütz nach Kraasa eingemeindet. Bei der zweiten Kreisreform in der DDR wurden 1952 die bestehenden Länder aufgelöst und die Landkreise neu zugeschnitten. Somit kam Oberkossa als Ortsteil der Gemeinde Kraasa mit dem Kreis Altenburg an den Bezirk Leipzig; jener gehörte seit 1990 als Landkreis Altenburg zu Thüringen und ging 1994 im Landkreis Altenburger Land auf. Am 1. Januar 1957 wurde die Gemeinde Kraasa mit ihren beiden Ortsteilen in die aus dem Kreis Schmölln (Bezirk Leipzig) in den Kreis Altenburg umgegliederte Gemeinde Naundorf eingegliedert. Mit der Eingliederung der Gemeinde Naundorf in die Gemeinde Starkenberg wurde Oberkossa am 1. Dezember 2008 ein Ortsteil der Gemeinde Starkenberg. Im weilerartigen Dorf lebten 2012 insgesamt 54 Einwohner.